# Теолін (Підляське воєводство)
Теолін (пол. Teolin) — село в Польщі, у гміні Янув Сокульського повіту Підляського воєводства.
Населення — 158 осіб (2011).
У 1975-1998 роках село належало до Білостоцького воєводства.

## Демографія
Демографічна структура станом на 31 березня 2011 року:
|          | Загалом | Допрацездатний вік | Працездатний вік | Постпрацездатний вік |
| -------- | ------- | ------------------ | ---------------- | -------------------- |
| Чоловіки | 80      | 20                 | 49               | 11                   |
| Жінки    | 78      | 13                 | 38               | 27                   |
| Разом    | 158     | 33                 | 87               | 38                   |